# Moruga fuliginea
Moruga fuliginea är en spindelart som först beskrevs av Tord Tamerlan Teodor Thorell 1881.  Moruga fuliginea ingår i släktet Moruga och familjen Barychelidae.
Artens utbredningsområde är Queensland. Inga underarter finns listade i Catalogue of Life.